# Акрилові смоли

Формула молекули

Акрилові смоли — група споріднених термопластичних або термореактивних пластичних речовин, отриманих з акрилової кислоти, метакрилової кислоти або інших споріднених сполук.
Акрилова смола поліметілакрілат використовуються як емульсії в лаках, текстильних покриттях, клеях, фарбах тощо.
Поліметилметакрілат використовується при виготовленні твердих пластмас з різними властивостями прозорості (органічне скло).

## Мікробна деградація
Гриби Cladosporium, що виробляють меланін, пошкодили висушені зразки акрилової смоли в Міланському соборі.